# مل‌گنزه
مِل‌گُنزه، روستایی است از توابع بخش بردخون در شهرستان دیر استان بوشهر ایران.
روستایی در 24 کیومتری جاده ساحلی دیر به بوشهر که تقریبا خالی از سکونت میباشد.